# 암모트레카과
암모트레카과(Ammotrechidae)는 아메리카 대륙과 카리브 제도에 분포하는 낙타거미목의 과이다. 26속, 95종이 하위로 분류되어 있다. 

## 특징
과의 구성원은 첫번째 다리의 발목마디에서 발톱의 부재, 발목마디들의 1-2-2-(2-4) 구획화, 옆쪽와 아랫쪽에 여러 쌍의 돌기가 있는 더듬이다리, 수컷들이 가지는 각 협각의 위쪽에 움직일수 없는 편모로 다른 과와 구별할 수 있다. 암모트레카과의 프로펠티듐(protpeltidium)은 뒤쪽으로 휘어있다.
북아메리카에 있는 종들은 서·남서아메리카에서도 발견되며 몸길이 5.08㎝보다 큰 종은 드물다.

## 생태
모래언덕과 바위 지대 같은 건조한 지역에서 생활하며, 주로 다른 무척추동물을 먹이로 삼는다. 암모트레카는 비교적 높은 기초대사율 때문에 게걸스러운 포식자가 되었다. 먹이는 씹어 액체 상태로 만든 뒤 섭취한다. 이들은 척추동물의 먹이가 될 수도 있다. 암모트레카과에 속하는 종들은 동족포식 성향이 보인다. 수컷과 암컷은 은신처 또는 둥지를 만들기 위해 얕은 굴을 판다.
암모트레카과는 해충이 될 수도 있으나 전갈, 거미, 흰개미를 잡아먹어 익충 역할도 할 것으로 여겨진다.

## 하위 속
2023년 2월 8일 기준, 세계 낙타거미 목록 (World Solifugae Catalog)은 이하의 26속을 인정한다.
- Ammotrecha Banks, 1900
- Ammotrechella Roewer, 1934
- Ammotrechesta Roewer, 1934
- Ammotrechinus Roewer, 1934
- Ammotrechula Roewer, 1934
- Antillotrecha Armas, 1994
- Branchia Muma, 1951
- Campostrecha Mello-Leitão, 1937
- Chileotrecha Maury, 1987
- Chinchippus Chamberlin, 1920
- Cuyanopuga Iuri, 2021
- Dasycleobis Mello-Leitão, 1940
- Eutrecha Maury, 1982
- Innesa Roewer, 1934
- Mortola Mello-Leitão, 1938
- Mummuciona Roewer, 1934
- Neocleobis Roewer, 1934
- Nothopuga Maury, 1976
- Oltacola Roewer, 1934
- Procleobis Kraepelin, 1899
- Pseudocleobis Pocock, 1900
- Saronomus Kraepelin, 1900
- Sedna Muma, 1971
- Titanopuga Iuri, 2021
- Xenotrecha Maury, 1982
- †Happlodontus Poinar & Santiago-Blay, 1989